# Lovis Corinth
Lovis Corinth (Tapiau, Kelet-Poroszország, 1858. július 21. – Zandvoort, 1925. július 17.) német festő, aki műalkotásaiban ötvözte az impresszionista és az expresszionista irányvonalat.

## Élete és munkássága
Königsbergben, Münchenben, Antwerpenben és Párizsban tanult. William-Adolphe Bouguereaués Tony Robert-Fleury eklektikus stílusban festő mesterek tanítványa volt. 1887-től Németország különböző városaiban élt: 1891-től Münchenben alkot, majd 1901-től a berlini szecessziós csoport szervezője. A művészcsoport elnöke, Max Liebermann mellett mint a német impresszionizmus fő képviselője ismert. 1910-1912-ben Corinth a berlini szecessziós csoport elnöke. 1900-1923-ban Berlinben munkálkodott, a berlini multikulturális környezet igen jótékony hatást gyakorolt műveire.

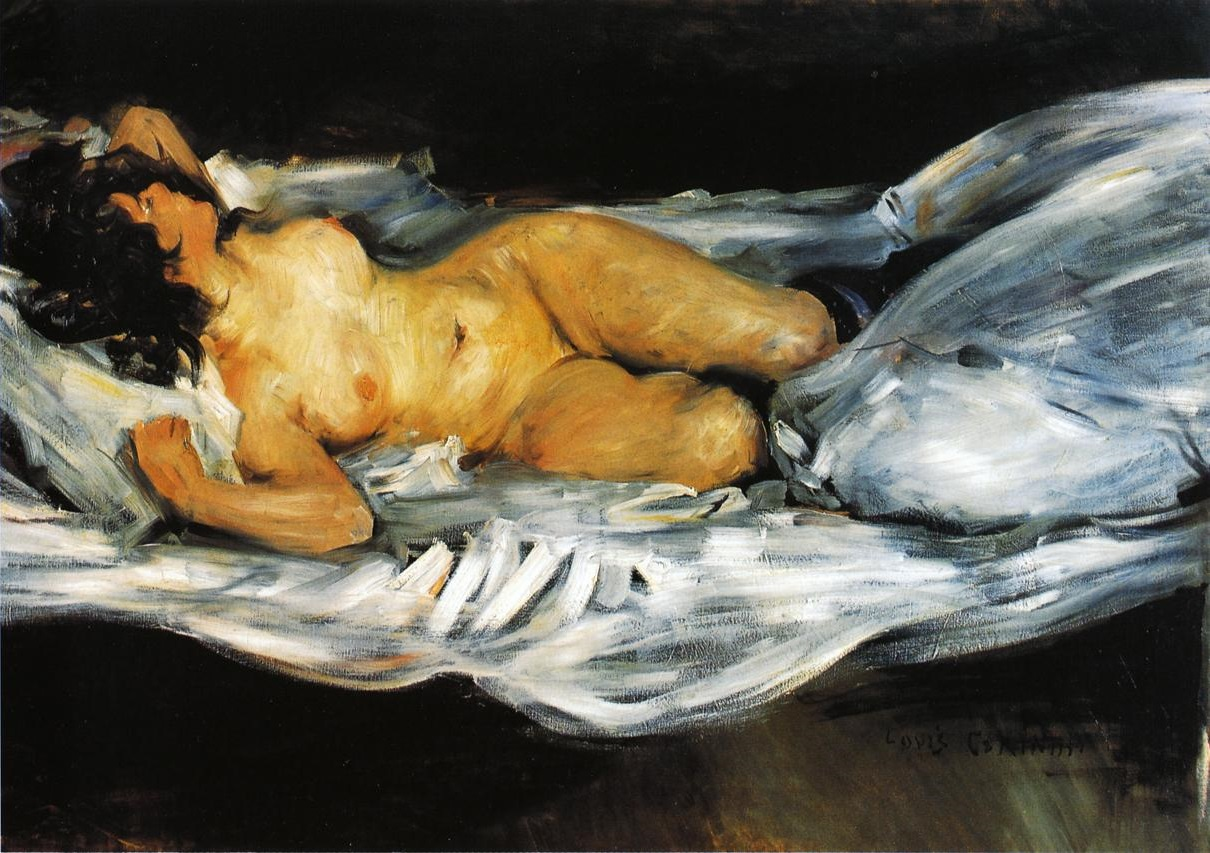
Fekvő akt, 1899

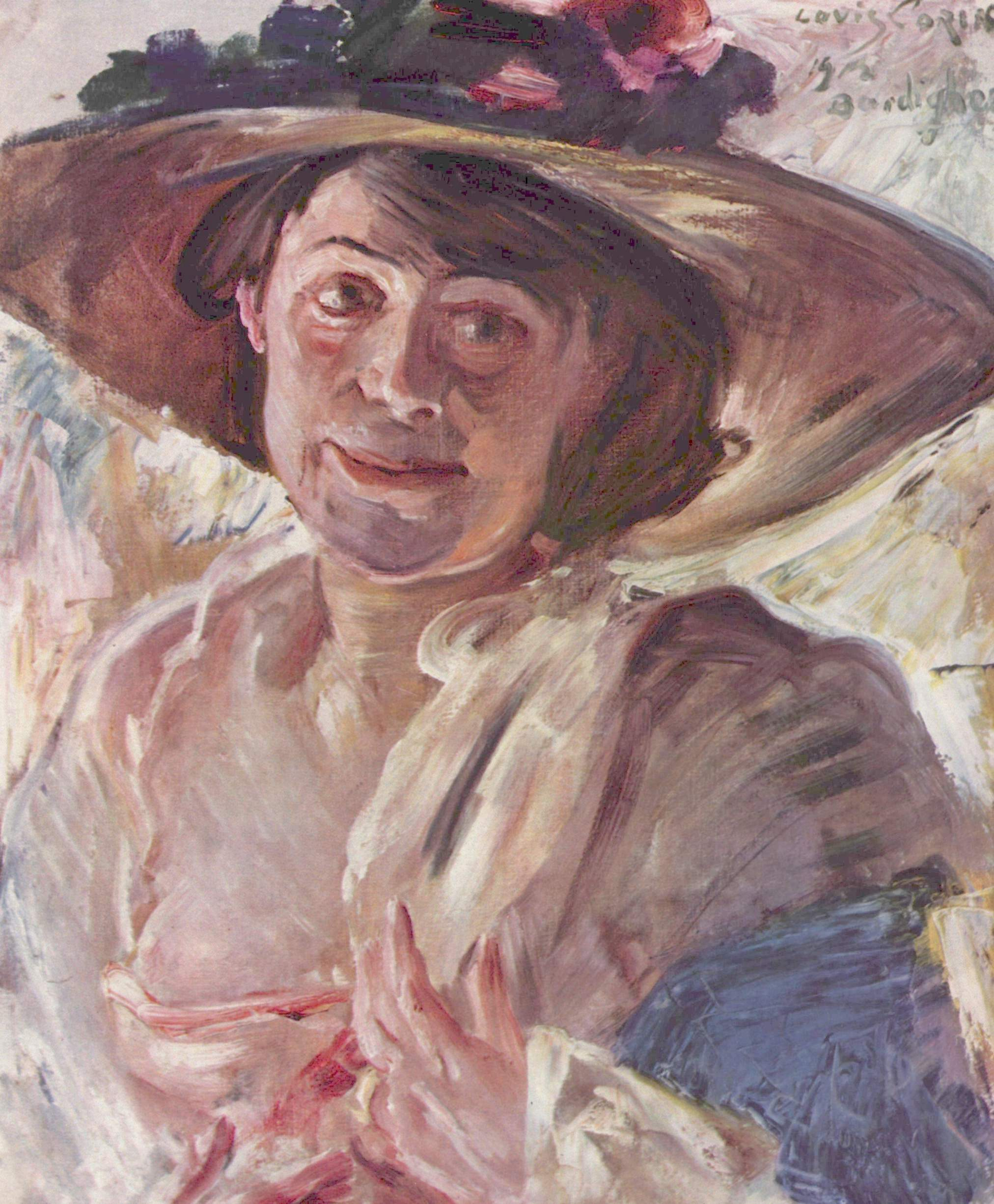
Asszony rózsaszín kalapban (1912)

Művészete több stílusfordulatot tartalmaz. Legkorábban naturalista stílusban festett, majd az impresszionista és az expresszionista irányzatot ötvözte. Témaválasztása igen változatos, megörökíti a hétköznapokat, s fest tájképeket, vallásos és szimbolikus kompozíciókat és arcképeket. S mintegy 900 grafikai alkotása van, olykor erőteljesebb vonalú grafikáinak stílusát ecsettel is megjeleníti a festményein, ugyanekkor egészen finom vonalú, plasztikus grafikái is bőséggel vannak. Tehetséges illusztrátorként is tevékenykedett. Megírta önéletrajzát és írt néhány elméleti művet a festőművészetről.
Az 1900-as évek közepén festményeiből néhány kortárs német festő műveivel együtt csoportos kiállítást rendezett a budapesti Könyves Kálmán Szalon.
1919-ben Urfeld-Walchensee-ben vett egy házat, s ott élt és alkotott, a Walchen-tó és környéke inspirálólag hatott munkásságára, számos tájképet, portrét, s vallási témájú alkotást készített.

## Művei

### Legismertebb képeiből
- Fekvő akt, 1899 (Bréma, Kunsthalle) expresszionista stílusban
- Szalomé, 1899 (Cambridge, USA, Busch Reisinger Museum, Harvard University) impresszionista stílusban
- Asszony rózsaszín kalapban, 1912 expresszionista stílusban
- Walchensee mellől tájkép-sorozat, 1920-1925 impresszionista és expresszionista stílusban
- Perseus és Andromeda
- Pietà & Levétel a keresztről, 1920 expresszionista stílusban
- Schlossfreiheit in Berlin, 1923 expresszionista stílusban
- Ecce homo, 1925 (Kunstmuseum, Basel) expresszionista stílusban

### Arcképeiből
- Otto Eckmann, 1897
- Alfred von Tirpitz, 1917
- Friedrich Ebert, 1924

## Galéria

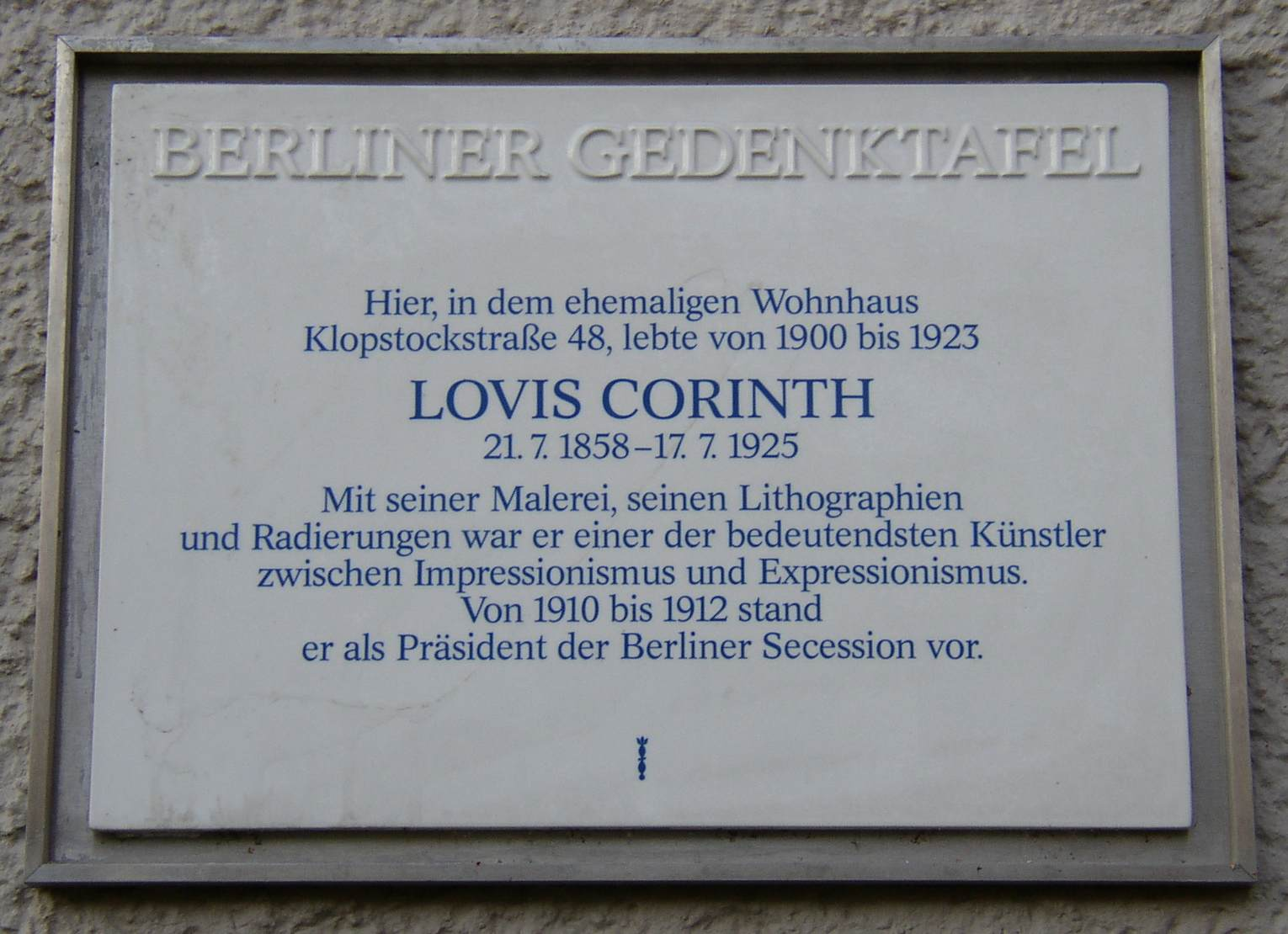
Lovis Corinth emléktáblája Berlinben

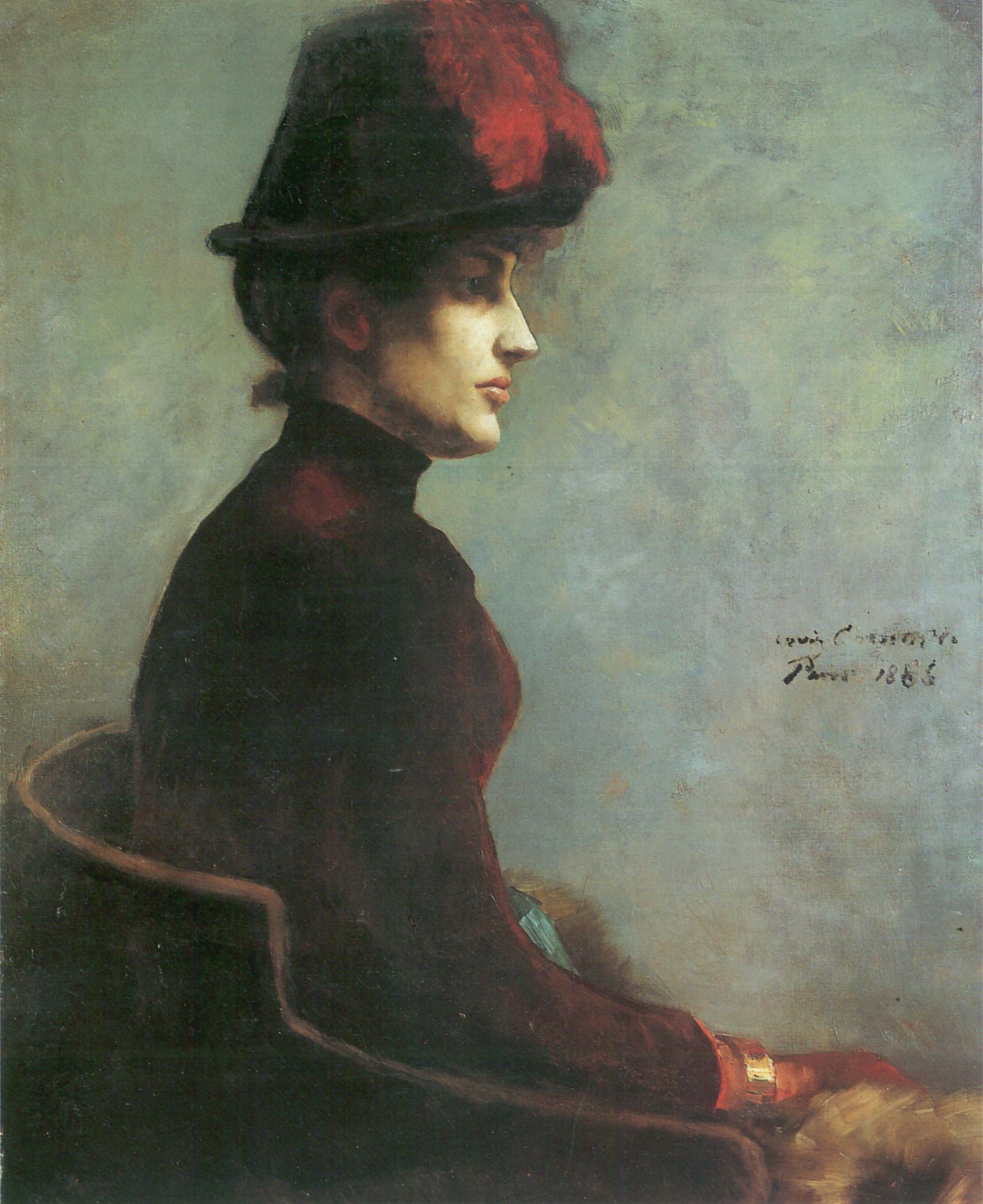
Hölgyportré (1886)
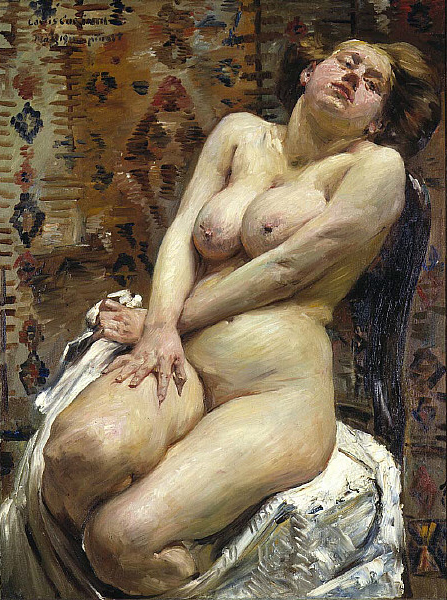
Nana (1911)
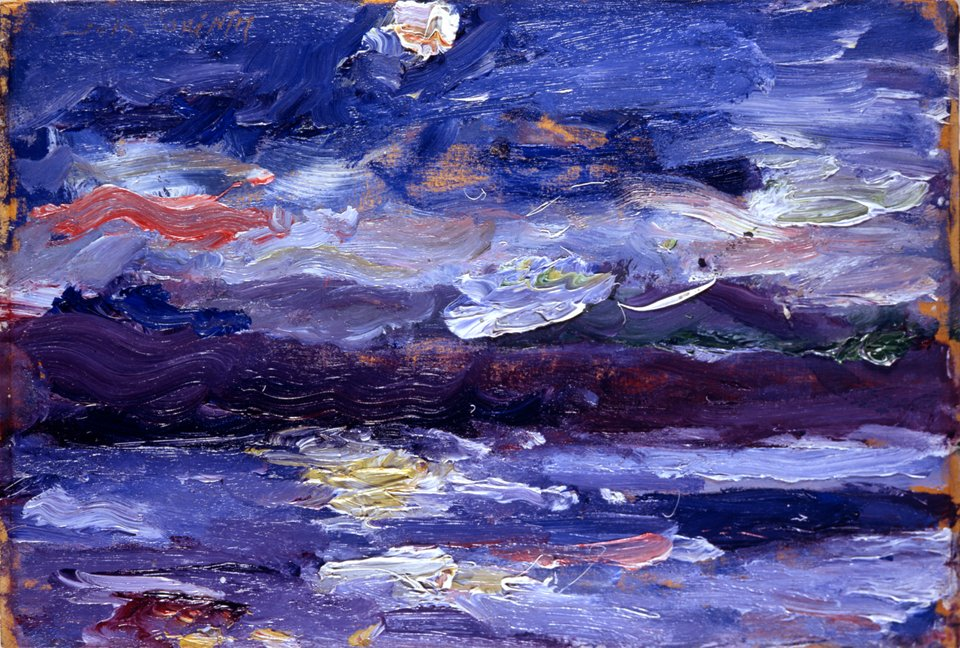
Walchensee (1920)
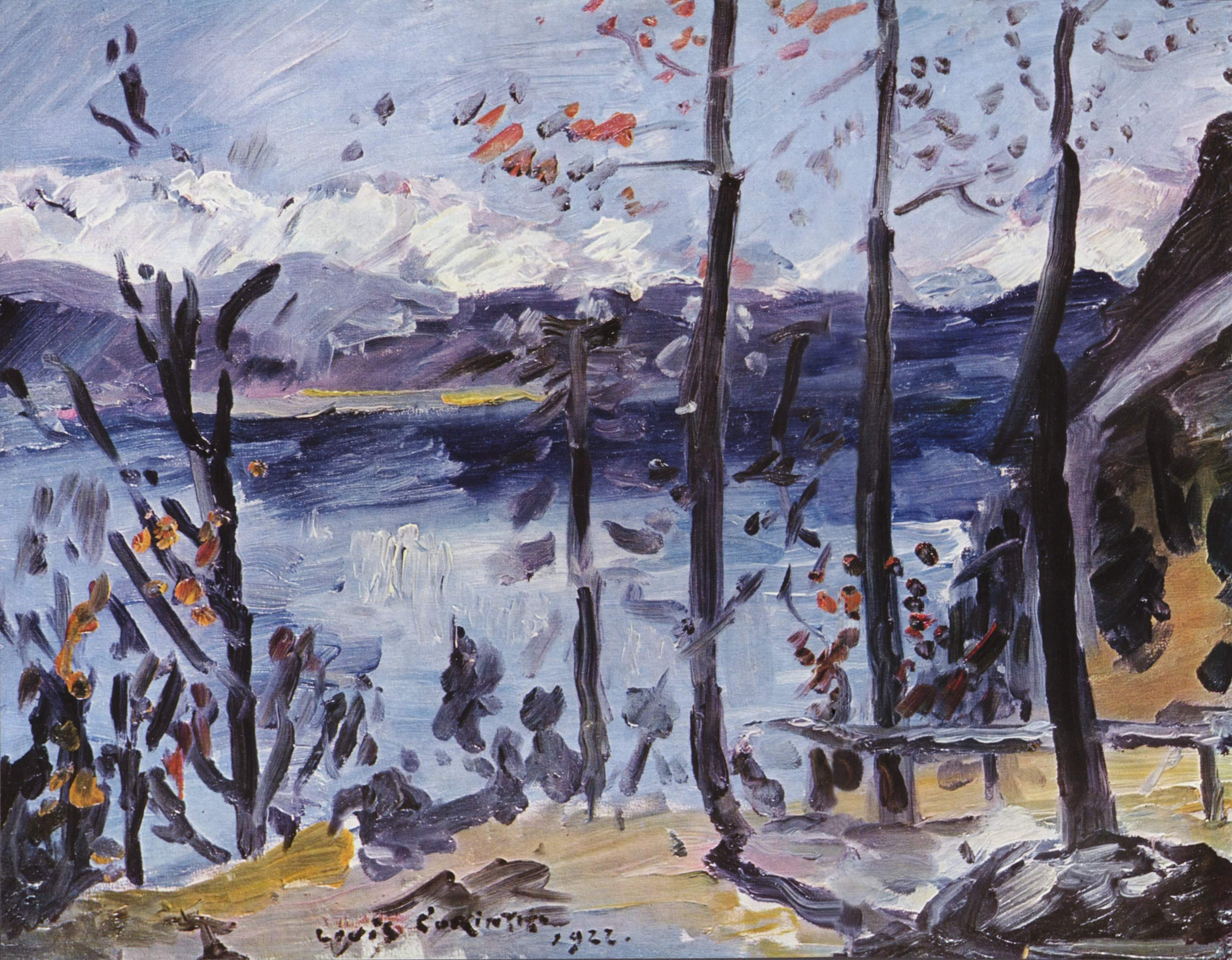
Walchensee (1922)
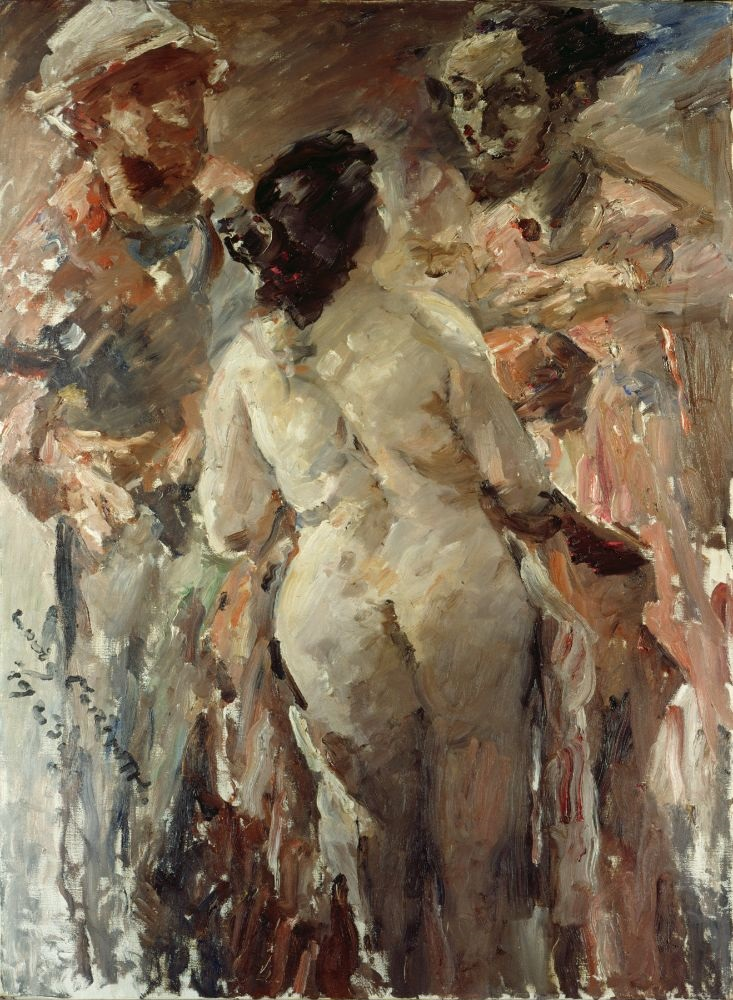
Johanna (1923)
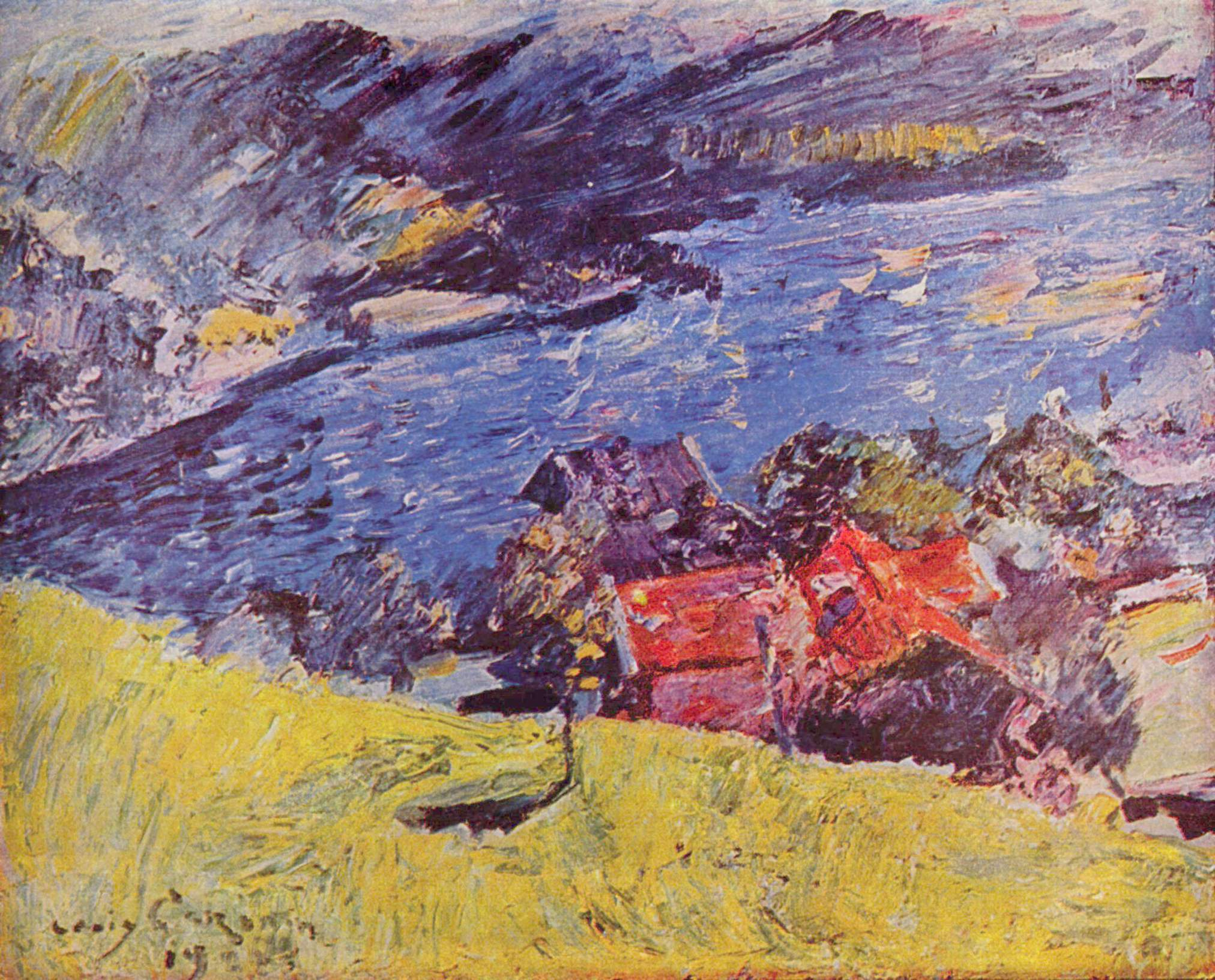
Walchensee (1924)
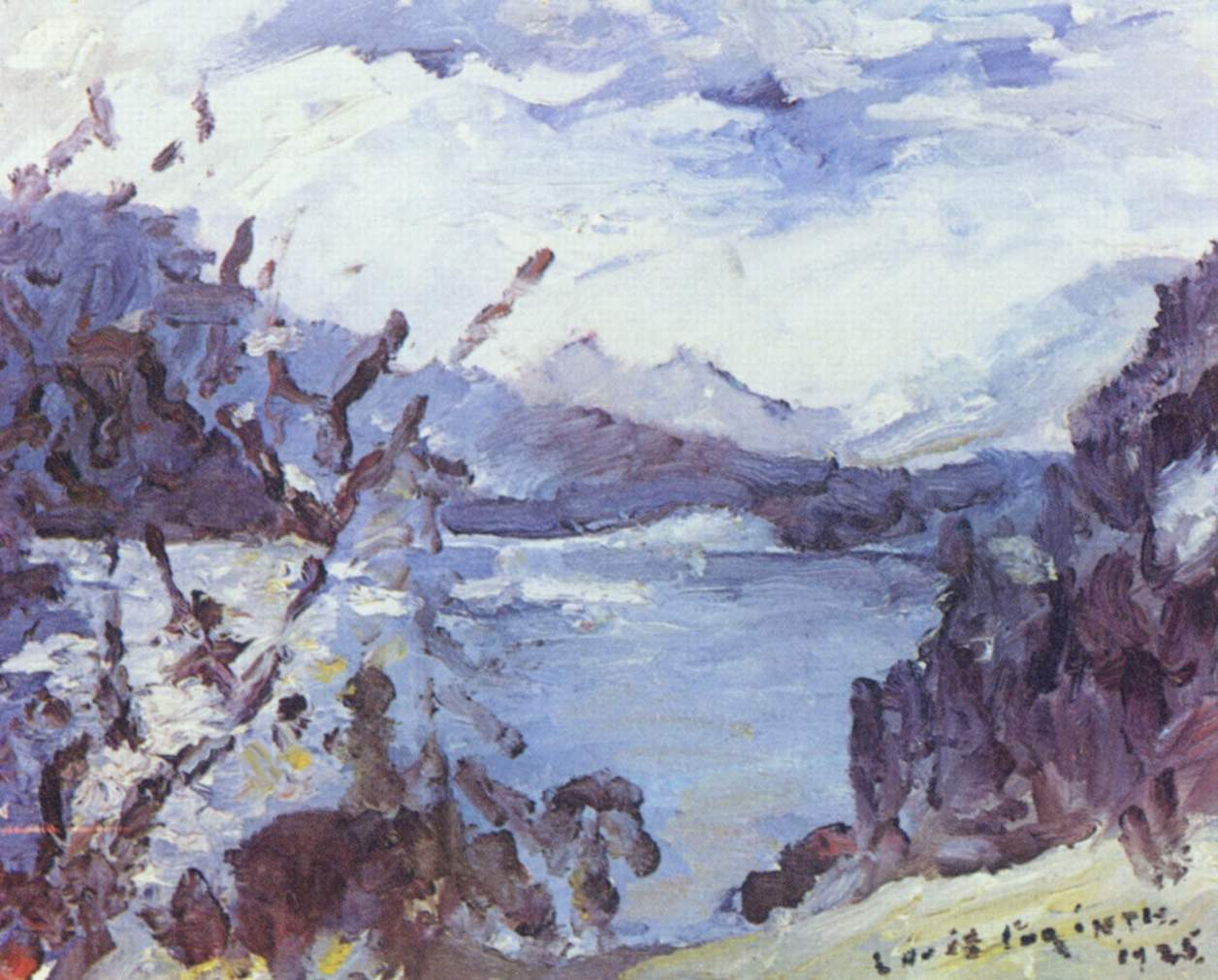
Walchensee (1925)
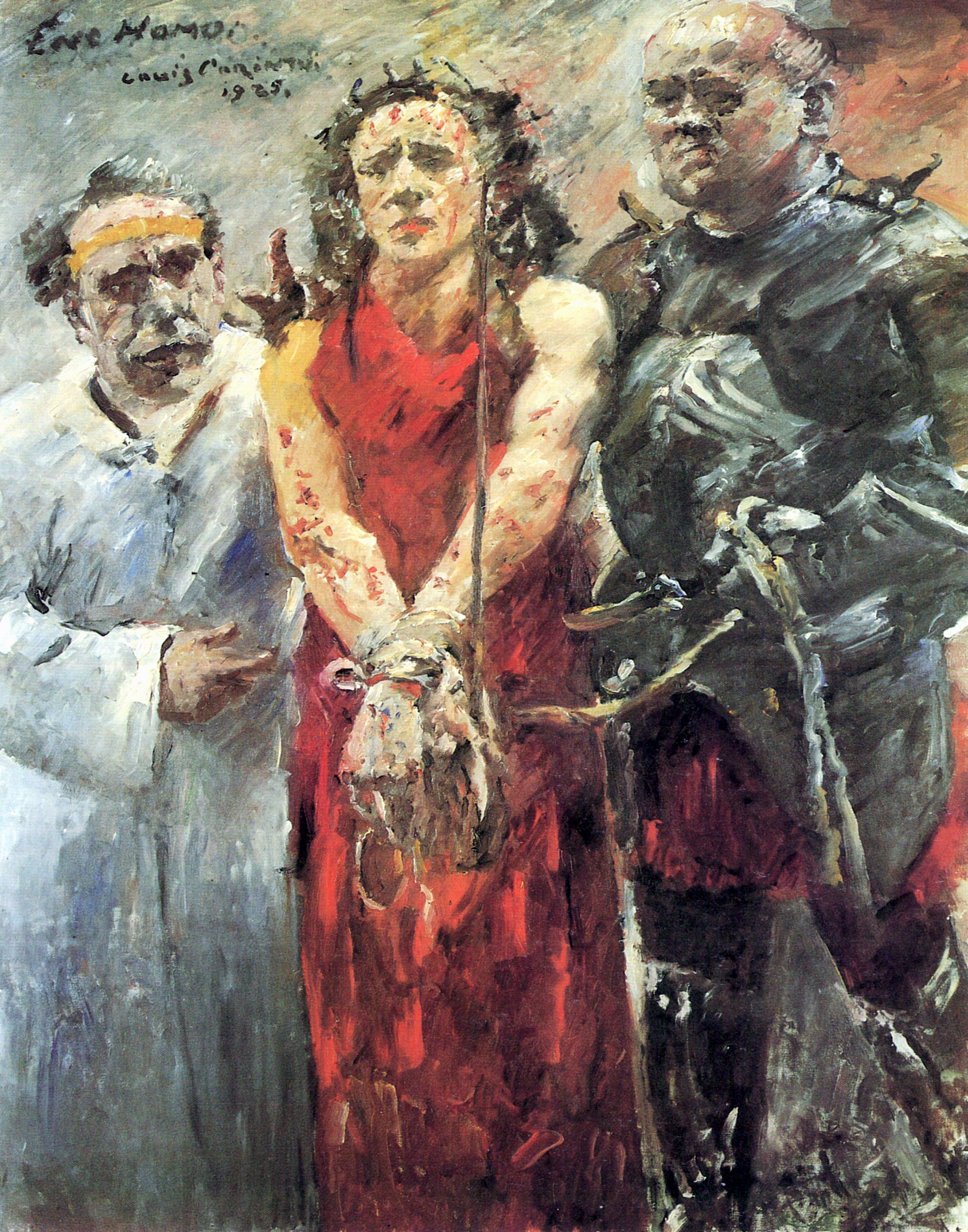
Ecce homo (1925)